# コン・ユ
コン・ユ（朝: 공유、漢：孔劉、1979年7月10日 - ）は、韓国の俳優。釜山直轄市（現･釜山広域市）出身で、高校卒業までを釜山で過ごす。身長184cm、血液型A型。マネジメントSOOP所属。
慶熙大学校演劇映画科卒業。慶熙大学校アートフュージョンデザイン大学院パフォーミングアート学科修士課程修了。
趣味は体力作り、バスケットボール、映画鑑賞、音楽鑑賞、釣り。特技はバスケットボール、歌。過去の日本ファンミーティングではピアノ弾き語りを披露したこともある。キリスト教カトリック教徒である。俳優のカン・ドンウォンは、血縁関係のない親戚にあたる。
本名はコン・ジチョル（朝: 공지철、漢: 孔地哲）であり、芸名は両親の名字（父姓：공、母姓：유）から付けられた。家族は釜山出身の父とソウル出身の母と姉が1名。本貫は曲阜孔氏である。
2024年2月5日、父死去。

## 略歴

### -1999年：デビュー前
- 野球の名門である釜山商業高校出身で釜山拠点の野球チームであるロッテ・ジャイアンツ球団職員である父親の影響もあり、幼少期より同チームのファン。父親のスプリングキャンプに着いていき、選手のサインを貰ったこともある[5]。父親は1982年に球団事務長、1983年より1軍マネージャーを務め、1984年にチームが優勝するときは多大な助力をした[5]。
- 釜山樂民(낙민)小学校、釜山萊城(내성)中學校卒業。小学生のとき、水泳を習っていた[8]。中学までは広告会社に入るのが夢であった[5]。
- 東仁(동인)高等学校卒業。校内の論述大会では優秀賞を受け、学業を怠らなかった。
- 1999年、慶熙大学校水原キャンパスに新設された演劇映画学科に入学[9]。 俳優志望ではなく、演出や広告の仕事を希望[10]しての進学であったが、俳優志望の学友と勉強を続けるうちに表現の芸術に興味を持ち俳優の道を考え始めた。当初、自信はなかった[11]。

### 2000年 - 2005年：ビデオジョッキーから俳優の道へ
- 2000年アルバイトで、Mnetのエンタメ情報番組のビデオジョッキーを始める。当時の風貌は茶髪の長髪で、MVやCMにも出演した。
- KBSドラマ『学校』のオーディションを初めて受けた時、長髪で老けて見えるという理由から不合格になったが、半年後に番組から新人俳優を探していると声がかかり、黒髪短髪でオーディションを受けて合格。2001年『学校4』で俳優デビューを果たした[12]。

- デザイナーであるアンドレ・キムのファッションショーを見に行った際、キムに気に入られ、以降キムのファッションショーの舞台を7回も踏んだ。
- デビュー後、ドラマや映画には続いて出演したものの、大ヒット作にはなかなか恵まれなかった。
- 2002年、KBS 2TV『TVは愛を乗せて』に出演し、高校生時代に初恋相手に勇気が出せず告白できなかったことを告白、「女の子の友達には話し掛ける勇気が無く、特に今でも好きな女性の前では上手く話すことが出来ません」と純粋な姿を見せた。同番組内で、その相手、釜山女子高校出身のチョン・ヘジン（정혜진）と再会した[13][14]。
- 2003年の青春シチュエーションコメディドラマ『二十歳（스무살）』が早期終了[15]。
- 2005年のSBSドラマ『乾パン先生とこんぺいとう』では、19歳の高校生役を見事に演じた。
- 2005年2月16日、慶熙大学校演劇映画学科の学位授与[16]。同日に卒業したソン・ユリ、オク・ジュヒョク等と学校を対外に広く広報した点を称した功労賞も授かる[17][18]。
- 2006年にはMBCドラマ『ある素敵な日』に主演。しかし、両作品とも視聴率が思わしくなく、後日コン・ユは当時俳優をやめるか真剣に悩んでいたことを告白している。

### 2006年 - 2008年：『コーヒープリンス1号店』の大ヒット、スターダムへ
- 2007年のMBCドラマ『コーヒープリンス1号店』が大ヒットし、それまでの低視聴率俳優のレッテルから解放され、国内外でも大人気を獲得するに至った。また、この作品での演技力が認められ、2007年MBC演技大賞優秀賞を受賞した。

### 2008年 - 2009年：兵役時代
- 人気絶頂の2008年1月14日にファンに惜しまれつつ入隊。
- 陸軍一等兵として服務中に競争率の高い芸能兵に合格し、9月に転属（2008年は58名中4名のみが合格）。
- 2008年8月、ドラマ『コーヒープリンス1号店』で共演した俳優イオンの告別式に弔事休暇を取得して参加し、位牌を持った[19]。
- 2008年11月から1年間、国軍ラジオ放送で『コン・ユが待つ20時』のDJを担当した他、国軍テレビ番組で司会をするなど、芸能兵としても活躍した。
- 2009年12月に2年間の軍生活を終えた。
- 除隊翌日にプライベートで日本の箱根[20]に温泉旅行に来たほど、日本好きである。

### 2010年 - 2015年：除隊後の着実なキャリア
- 兵役中に先輩に貰い一夜にして読破した[21]本『トガニ 幼き瞳の告発』（作：孔枝泳）を通じて、2000年代前半に光州のろうあ者福祉施設で発生した入所児童に対する性的虐待に関する実話を知り、強い怒りを覚え、初めて俳優である自分の知名度を利用して問題を社会と共有したいと考え、除隊後に映画化することを決意。2011年9月に韓国で公開された同題の映画で主演し大きな社会的影響を与え、該当の福祉施設の廃校や法改正に繋がった。
- 除隊後2010年2月に日本で行ったファンミーティングでは、Brown Eyed Soulのジョンヨプが曲作りに携わった「나의 하나（僕のひとつ）」を初披露。『コーヒープリンス1号店』がフジテレビで再放送中であった8月にも来日し、お台場でのイベントではドラマ挿入歌「너를 사랑해（ノルルサランヘ、原曲：ハン・ドンジュン）」を歌った（日本版では歌の場面はカットされている）。CD発売を熱望するファンに応え、12月には横浜と大阪でミニ・コンサートを開催し、日本語曲「そばにいるから」を含んだCD「a letter for you」を限定発売した。横浜アリーナは3階席まで観客がいたほど、日本においても着実な人気の上昇ぶりがうかがわれた。
- 除隊後の映画復帰作『あなたの初恋探します』（2010年12月公開）が、2011年6月に日本で公開。同映画のエンドロールで流れる「두번째 첫사랑（二番目の初恋）」でも歌声を披露している。
- ドラマ『ビッグ 〜愛は奇跡〈ミラクル〉〜』（2012年、KBS）で5年ぶりのドラマ主演。
- 2013年11月15日、UNICEF（国際連合児童基金）韓国委員会の「子どもの権利条約（児童の権利に関する条約）」に関する特別代表に任命[22]。2014年10月8日から約1週間のカンボジア現地訪問[23]、2015年5月のネパール大地震緊急救護キャンペーンへの参加[24]、2018年3月の”ユニセフチーム”キャンペーンの参加表明[25]など、世界の子供たちの現状とユニセフ活動の周知活動を行っている。

### 2016年：映画三本・ドラマ『トッケビ』公開、伝説の一年
- 2016年2月には映画『男と女』、7月には映画『新感染 ファイナル・エクスプレス』（1,156万人動員）、9月には映画『密偵』（750万人動員）と3本の映画が相次いで公開される。
- 2016年2月に公開されたフィンランドと韓国で撮影された映画『男と女』では先輩俳優チョン・ドヨンと初の本格派ラブシーンに緊張しながらも挑んだ[26]。
- 2016年5月に第69回カンヌ国際映画祭ミッドナイトスクリーニング部門に招請された『新感染 ファイナル・エクスプレス』は2016年韓国で公開された映画で唯一1,000万人以上を動員する大興行となり、ハリウッドでのリメイクも決定した[27]。
- 2016年12月にはtvNドラマ『トッケビ〜君がくれた愛しい日々〜』で4年ぶりにブラウン管に復帰。本作品で2017年5月、第53回百想芸術大賞TV部門男最優秀演技賞。

### 2017年 - 現在
- 2017年、2018年はドラマ『トッケビ〜君がくれた愛しい日々〜』のヒットで次の作品の選択に慎重になっており[28]、ファンミーティングや広告の仕事を中心に行う。
  - 2017年4月29日に台湾で初のファンミーティングを開催。終盤に放映されたファン制作のムービーを見て、涙ぐむ場面もあった[29]。収益金の一部は台湾の重症疾患患児に寄付された[30]。
  - 2017年5月6日に香港で初のファンミーティングを開催[31]。
  - 2017年6月、ルイ・ヴィトン 2018春春夏メンズ・ファッションショーに参加。
  - 2017年8月、ドラマ『トッケビ〜君がくれた愛しい日々〜』の世界的ヒットを機に、CNNに独占インタビューを受ける[32]。
  - 2017年下期、広告モデルを務める衣料ブランド『epigram』の2017F/Wの撮影ロケを石川県金沢市で親友MY Qと共に行った[33][34][35]。
  - 2017年12月、『THE BODYSHOP』と共に、シリア難民のためのチャリティサイン会を開催[36]。
  - 2018年4月、広告モデルを務める衣料ブランド『DISCOVERY EXPEDITION』の2018S/Sの広告で、東京の表参道や上野法隆寺宝物館で撮影したものが公開された。
  - 2019年6月20日、ルイ・ヴィトン 2020春春夏メンズ・ファッションショーに参加[37][38]。
- 2年ぶりの映像復帰作として2019年10月、100万部ベストセラ―を原作にした映画『82年生まれ、キム・ジヨン』が公開（日本公開は2020年10月）される。本作に関連するインタビューで「結婚に対する幻想はとっくの昔に壊れている」「結婚はしてもいいし、しなくてもいい。選択の問題だ」とする考えを語った[39][40]。
- 2020年2月、新型コロナウィルス対策のため、社会福祉共同募金会「愛の実」に1億ウォンを本名コン・ジチョルで寄付していたことが明らかになった[41]。
- 2020年8月、豪雨被害に遭った被災者を支援するため、1億ウォンを希望ブリッジ全国災害救護協会を通じて本名コン・ジチョルで寄付していたことが明らかになった[42][43]。
- 2019年5月から10月にかけて撮影された映画『SEOBOK/ソボク』の韓国公開日が、新型ウィルスの影響で2020年12月から2021年4月15日に延期された。
- 2021年12月1日、デビュー20周年にあたり、所属事務所マネジメントSOOPの管理するコン・ユ個人のInstagramを開設。[44]
- 2021年12月24日Netflixオリジナルドラマ『静かなる海』配信予定[45]。

## 出演
※役名の太字は主演作品

### テレビドラマ
| 年度      | 放送局  | 題名（日）                             | 題名（韓）                   | 役名（日）                 | 役名（韓）         | 備考         |
| --------- | ------- | -------------------------------------- | ---------------------------- | -------------------------- | ------------------ | ------------ |
| 2001      | SBS     | ちょっとやそっとじゃ彼らは止められない | 웬만해선 그들을 막을 수 없다 | イ・ジュンソク             | 이준석             | 108話出演    |
| 2001      | KBS2    | 双子の家                               | 쌍둥이네                     | （エキストラ）             | （단역）           | 87話出演     |
| 2001      | iTV     | 口紅                                   | 립스틱                       | （エキストラ）             | （단역）           | 21話出演     |
| 2001      | SBS     | コルベンイ                             | 골뱅이                       | （エキストラ）             | （단역）           |              |
| 2001-2002 | KBS2    | 学校4                                  | 학교 4                       | ファン・テヨン             | 황태영             |              |
| 2002      | KBS2    | いつもドキドキ                         | 언제나 두근두근              | パク・チャンホ             | 박찬호             |              |
| 2002      | KBS2    | 止まらない愛                           | 거침없는 사랑                | ソ・ギョンチョル           | 서경철             |              |
| 2003      | SBS     | スクリーン                             | 스크린                       | カン・ジュンピョ           | 강준표             |              |
| 2003      | SBS     | 二十歳                                 | 스무살                       | ソ・ジュン                 | 서준               |              |
| 2003      | MBC     | ベスト劇場 - 飛行皿                    | 베스트극장 - 비행접시        | パク・ジャンホ             | 기진               | 短幕劇       |
| 2003      | Sayclub | 私の部屋あなたの部屋                   | 내방네방                     | キム・ソンジュン           | 김성준             | ウェブドラマ |
| 2005      | SBS     | 乾パン先生とこんぺいとう               | 건빵선생과 별사탕            | パク・テイン               | 박태인             |              |
| 2006      | MBC     | ある素敵な日                           | 어느 멋진 날                 | ソ・ゴン                   | 서건               |              |
| 2007      | MBC     | コーヒープリンス1号店                  | 커피프린스 1호점             | チェ・ハンギョル           | 최한결             |              |
| 2012      | KBS2    | ビッグ 〜愛は奇跡〈ミラクル〉〜        | 빅                           | ソ・ユンジェ               | 서윤재/강경준      |              |
| 2013      | tvN     | 恋愛操作団: シラノ                     | 연애조작단; 시라노           | ポン・スアの片思いの相手役 | 봉수아 짝사랑 남   | 9話特別出演  |
| 2016-2017 | tvN     | トッケビ〜君がくれた愛しい日々〜       | 도깨비                       | トッケビ / キム・シン      | 도깨비／김신       |              |
| 2021-2024 | Netflix | イカゲーム                             | 오징어 게임                  | イカゲームのブローカー     | 오징어 게임 브로커 | 特別出演     |
| 2021      | Netflix | 静かなる海                             | 고요의 바다                  | ハン・ユンジェ             | 한윤재             |              |
| 2024      | Netflix | トランク                               | 트렁크                       | ハン・ジョンウォン         | 한정원             |              |

### 映画
- 同い年の家庭教師（2003年） - イ・ジョンス 役
- 僕の彼女を知らないとスパイ（2004年） - チェ・ゴボン 役
- スーパースター★カム・サヨン（2004年） - パク・チョルスン 役 ※特別出演
- Sダイアリー（朝鮮語版）（2004年） - ユイン 役
- 恋の潜伏捜査（朝鮮語版）（2005年） - カン・ノヨン 役
- 龍が如く 劇場版（2007年） - パク・チョル 役 ※日本映画
- あなたの初恋探します（2010年） - ハン・ギジュン 役
- トガニ 幼き瞳の告発（2011年） - カン・イノ 役
- サスペクト 哀しき容疑者（2013年） - チ・ドンチョル 役
- 男と女（2016年） - キム・ギホン 役
- 新感染 ファイナル・エクスプレス（2016年） - ソ・ソグ 役
- 密偵（2016年） - キム・ウジン 役
- 82年生まれ、キム・ジヨン（2019年） - チョン・デヒョン 役
- SEOBOK/ソボク（2021年） - ミン・ギホン 役[46]
- ワンダーランド: あなたに逢いたくて（朝鮮語版）（2024年） - ソンジュン 役 ※特別出演

### 声優
- はちみつ色のユン（2014年） - ナレーション

### 楽曲
| 年   | アルバム                                                                      | 楽曲 |
| ---- | ----------------------------------------------------------------------------- | --- |
| 2010 | 映画『あなたの初恋探します』OST                                               | 두 번째 첫사랑（2回目の初恋） |
| 2010 | アルバム『a letter for you』 （日本ファンミーティングオリジナルミニアルバム） | 「そばにいるから」（日本語） 「나의 하나（僕のひとつ）」(Japanese Ver.) 「For this Time」 「나의 하나（僕のひとつ）」(Korean Ver.) |
| 2012 | ドラマ『ビッグ 〜愛は奇跡〈ミラクル〉〜』OST                                  | 너라서（君だから） |

### 楽曲（未発売）
- 2007年　ドラマ『コーヒープリンス1号店』19話挿入歌　『君を愛している（너를 사랑해）』（原曲：ハン・ドンジュン）
- 2010年　バラエティ『ユ・ヒヨルのスケッチブック』内披露　『挨拶（인사）』（原曲：TOY、キム・ヨンウ）

### バラエティ
- TVは愛を乗せて（2002年）
- ユ・ヒヨルのスケッチブック（2010年）
- 芸能街中継ゲリラデート（2016年）
- イ・ドンウクはトークがしたくて（2019年）ゲスト
- コン・ユの船賃稼ぎプロジェクト-3編 （2020年）[47]
- 青春ドキュメンタリー 再び二十歳 コーヒープリンス編（2020年）
- ウェブバラエティ文明特急（2020年）
- ユークイズ・オン・ザ・ブロック（2020年、tvN）

### 音楽番組
- ミュージックキャンプ（2004年、MBC） - MC

### ミュージック・ビデオ
- Why「행복하세요」（2001年）
- キム・ドンリュル「그게 나야」（2014年）

### 朗読
- 「愛の物理学（사랑의 물리학）」作：キム・インユク（2016年）ドラマ『トッケビ〜君がくれた愛しい日々〜』第4話
- 「コンユのベッドタイムストーリー（공유의 베드타임 스토리）」（NAVER社audioclip）（2020年1月）
  - Story 01（2020/01/07配信）眠れない夜に／잠 못이루는 밤 （瑞：ヘルマン・ヘッセ）
  - Story 02（2020/01/08配信）冬の散策／겨울산책 （米：ヘンリー・デイヴィッド・ソロー）
  - Story 03（2020/01/09配信）風、砂そして星／바람, 모래 그리고 별 （仏：サン・テクジュペリ）
  - Story 04（2020/01/10配信）移動祝祭日／움직이는 축제（米：アーネスト・ヘミングウェイ）
  - Story 05（2020/01/11配信）ヴェネチアへ行く／베네치아로 가다（独：ヨハン・ヴォルフガング・フォンゲーテ）
  - Story 06（2020/01/14配信）ロンドン通り出没／런던거리 출몰하기（米：ヴァージニア・ウルフ）
  - Story 07（2020/01/15配信）命のリズム／삶의 리듬 （英：アリス・メイネル）
  - Story 08（2020/01/16配信）サハリン島／사할린 섬 （露：アントン・チェーホフ）
  - Story 09（2020/01/17配信）徒歩旅行／도보 여행 （英：ロバート・ルイス・スティーヴンソン）
  - Story 10（2020/01/189信） 細やかな幸福について／사소한 행복에 대하여 （瑞：ヘルマン・ヘッセ）

- 「아닌 것（原題：not）」作：Erin Hanson（豪）、訳：류시화（2020年11月）

## 受賞歴
- SBS演技大賞 - ニュースター賞（2003年、『スクリーン』）
- 第2回アンドレ・キム ベストスターアワード - 演技者部門 ベストドレッサー賞（2004年）
- MBC演技大賞 - ミニシリーズ演技賞（2006年、『ある素敵な日』）
- MBC演技大賞 - 優秀賞（2007年、『コーヒープリンス1号店』）
- 第1回Mnet 20's Choice - ベストスタイル賞（2007年、『コーヒープリンス1号店』）
- 第32回青龍映画賞 - 人気スター賞（2011年、『トガニ 幼き瞳の告発』）
- 第22回大韓民国文化芸能大賞 - 映画部門 男優最優秀演技賞（2014年、『サスペクト 哀しき容疑者』）
- 第48回納税者の日 - 大統領表彰（2014年）[48]
- 2016韓国映画を輝かせたスター賞 - スター賞（2016年、『男と女』）
- 第53回百想芸術大賞 - TV部門 男子最優秀演技賞（2017年、『トッケビ〜君がくれた愛しい日々〜』）
- Drama Fever Awards - 主演男優賞（2017年、『トッケビ〜君がくれた愛しい日々〜』）
- Drama Fever Awards - ベストカップル賞（2017年、『トッケビ〜君がくれた愛しい日々〜』）※キム・ゴウンと共同受賞
- ソウル映像広告祭 - 今年のモデル賞（2017年）
- 2017今年のブランド大賞 - 今年の男優部門（2017年）
- 2017韓国広告主協会 広告主の夜授賞式 - 広告主が選んだ良いモデル賞（2017年）
- 韓国放送広告振興公社「消費者が選んだ最高の広告モデル」受賞（2017年）[49]
- 韓国放送広告振興公社「消費者が選んだ最高の広告モデル」受賞（2019年）[49]

## 広告・広報大使

### 広報大使
| 開始年 | 組織名                                  | 内容                                            | 備考 |
| ------ | --------------------------------------- | ----------------------------------------------- | --- |
| 2013   | UNICEF（国際連合自動基金） 《유니세프》 | UNICEF（国際連合自動基金）特別代表 《유니세프》 | - Why Unicef?(2014年7月) - カンボジアの子供たちの話(2014年12月) - ネパール地震緊急救護(2015年5月) - 70周年記念挨拶(2016年12月) - UNICEF TEAM(2018年3月) |
| 2014   | 韓国国税庁                              | 広報大使 （w/女優ハ・ジウォン）                 | - 任命式（2014年7月） |

### 広告

#### - 1999年
| 放送開始年 | 企業名                                | 製品名         | 種類           | 備考 |
| ---------- | ------------------------------------- | -------------- | -------------- | ---- |
| 1999       | テスントレーディング 《태승트레이딩》 | Storm 《스톰》 | カジュアル衣料 |      |
| 1999       | DAEHYUNアパレル 《대현어패럴》        | Spoon 《스푼》 | カジュアル衣料 |      |
| 1999       | ユケントアパレル 《유겐트어패럴》     | ONG            | カジュアル衣料 |      |

#### 2000年 - 2009年
| 放送開始年 | 企業名                                                 | 製品名                                 | 種類                   | 備考                                           |
| ---------- | ------------------------------------------------------ | -------------------------------------- | ---------------------- | ---------------------------------------------- |
| 2000       | (株)5425                                               | 700-5425                               | 通話連結音             |                                                |
| 2000       | Lamy化粧品 《라미화장품》                              | Lamy Zio 《라미 ZIO》                  | 化粧品                 |                                                |
| 2001       | セマウル金庫中央会 《새마을금고중앙회》                | セマウル金庫 《새마을금고》            | 金融                   |                                                |
| 2001       | OBビール 《OB 맥주》                                   | Cass 《카스》                          | 酒類                   |                                                |
| 2001       | SKテレコム 《SK텔레콤》                                | SKテレコム 《SK텔레콤》                | 移動通信               |                                                |
| 2001       | クラウン製菓 《크라운제과》                            | ジョリポン 《죠리퐁》                  | 食品                   | ～2002 CM                                      |
| 2001       | （株）LF 《(주)LF》                                    | TIPICOSI 《티피코시》                  | 衣料                   | ～2002                                         |
| 2002       | 韓国コカ・コーラ（有） 《한국코카콜라(유)》            | ファンタ 《환타》                      | 飲料                   |                                                |
| 2003       | 農心 《농심》                                          | 辛ラーメン 大玉 《신라면 큰사발》      | カップラーメン         |                                                |
| 2003       | NEOWIZ 《네오위즈》                                    | Say Club 《세이클럽》                  | インターネットサービス | インターネットドラマ                           |
| 2003       | KT                                                     | 国際電話 001 BLUE 《국제전화 001블루》 | 通信                   | ～2004                                         |
| 2003       | サムスン物産 ファッション部門 《삼성물산 패션부문》    | ROGATIS 《로가디스》                   | 男性スーツ             | ～2004                                         |
| 2004       | Shinwonグループ 《신원그룹》                           | クールハス 《쿨하스》                  | カジュアル衣料         |                                                |
| 2005       | HANARO通信 《하나로통신》                              | hanafos 《하나포스》                   | インターネットサービス | 이완, 김선아                                   |
| 2005       | 東亜大塚 《동아오츠카》                                | Demisoda 《데미소다》                  | 飲料                   | CM                                             |
| 2006       | CONAIR KOREA 《콘에어코리아》                          | VIDAL SASSOON 《비달사순》             | ヘアケア               |                                                |
| 2007       | Branded Lifestyle Korea 《브랜디드라이프스타일코리아》 | Hangten 《행텐》                       | 衣料                   | 이하나                                         |
| 2007       | ロッテ七星飲料 《롯데칠성》                            | Cantata 《칸타타》                     | 缶コーヒー             | CM                                             |
| 2007       | LG生活健康 《LG생활건강》                              | O HUI FOR MEN 《오휘 포맨》            | 化粧品                 | CM                                             |
| 2008       | IBK企業銀行 《IBK기업은행》                            | IBKアルファーカード 《IBK 알파카드》   | 金融                   |                                                |
| 2009       | （株）BASIC HOUSE 《(주)베이직하우스》                 | Mind Bridge 《마인드브릿지》           | カジュアル衣料         | 이민정(2009 ~ 2012) 고준희(2013 ~ 2014) ~ 2014 |

#### 2010年 - 2019年
| 放送開始年 | 企業名                                      | 製品名                                                                    | 種類                           | 備考 |
| ---------- | ------------------------------------------- | ------------------------------------------------------------------------- | ------------------------------ | --- |
| 2010       | LG電子 《LG전자》                           | Optimus Q 《옵티머스Q》                                                   | ハンドフォン                   | CM① CM② |
| 2010       | LG電子 《LG전자》                           | Optimus Z 《옵티머스Z》                                                   | ハンドフォン                   | CM |
| 2010       | 熊津食品 《웅진식품》                       | 空麦 《하늘보리》                                                         | 飲料                           | CM |
| 2011       | KHカンパニー 《케이에이치컴퍼니》           | MANGO SIX 《망고식스》                                                    | ジュース/カフェ フランチャイズ | CM（2011/10） |
| 2011       | TICKET MONSTER 《(주)티켓몬스터》           | チケットモンスター 《티켓몬스터》                                         | ソーシャル・コマース           | CM |
| 2011       | OBビール 《OB 맥주》                        | OBゴールデンラガー 《OB 골든라거》                                        | 酒類                           | ~ 2012 |
| 2011       | 東西食品 《동서식품》                       | MAXIM KANU 《맥심 카누》                                                  | インスタントコーヒー豆         | - CM（2013年6月） - CM（2013年10月）FINISH編 - CM（2015年3月）ブランチ編 - CM（2016年5月）オフィス編 - CM（2016年6月）KANU ICE - CM（2016年10月）KANU AROMA - CM (2017年12月)w/ソ・ジヘ - CM（2017年2月）KANU LATTE - CM（2017年5月）KANU ICE - CM（2018年3月）桜編 - CM（2018年5月）夏編 - CM①CM②（2018年12月）KANU Signature - CM（2019年4月）モーニングカフェ編 - CM（2019年11月）ティラミスラテ - CM（2019年11月）失神編 - CM①CM②（2020年5月）KANUシグネチャー - CM（2020年8月）24時間オープンカフェ - CM（2020年11月）SweetRoom - CM①CM②CM③（2020年11月）ミントチョコラテ - CM①CM②（2021年4月） - CM①CM②（2021年4月）SINGLE ORIGIN - CM（2021年6月）KANUアイス - CM（2021年11月）ナッティキャラメルラテ |
| 2012       | サムスン火災 《삼성화재》                   | サムスン火災スーパープラス 《삼성화재 수퍼플러스》                        | 火災保険                       | CM（生歌披露） |
| 2012       | Renaultサムスン自動車 《르노삼성자동차》    | NEW SM3                                                                   | 自動車                         | CM（2012年9月） |
| 2012       | F&F                                         | DISCOVERY EXPEDITION 《디스커버리 익스페디션》                            | アウトドア                     | CM（2014年9月） CM（2015年10月） CM（2016年4月） CM（2016年10月） CM①CM②CM③CM④（2017年SS）inドバイ CM（2017年5月） CM①CM②（2018年2月）in東京 CM（2018年4月） CM（2018年5月） CM（2019年5月） CM①CM②CM③CM④（2020年SS） CM（2020年10月） CMゴルフCMヨットCMビーチ（2021年SS） |
| 2013       | 韓国ドミノ・ピザ 《한국도미노피자》         | ドミノピザ 《도미노피자》                                                 | ピザフランチャイズ             | CM（2013年8月）w/スジ CM（2013年11月）w/スジ CM（2013年11月）w/スジ CM（2014年7月）w/スジ |
| 2013       | UNICEF（国際連合自動基金） 《유니세프》     | UNICEF（国際連合自動基金）特別代表 《유니세프》                           | 国際機関                       | - Why Unicef?(2014年7月) - カンボジアの子供たちの話(2014年12月) - ネパール地震緊急救護(2015年5月) - 70周年記念挨拶(2016年12月) - UNICEF TEAM(2018年3月) |
| 2014       | （株）iloom 《(주)일룸》                    | iloom 《일룸》                                                            | 家具                           | CM①(机)CM②(ベッド)（2014年1月）製図編 CM（2014年6月）プロポーズ編 CM①CM②（2015年8月）新婚生活編 CM（2016年8月）最近の家具編 CM①CM②（2016年8月）環境に優しい家具編 CM①CM②（2017年1月）モーションベッド編① CM①（2017年9月）モーションベッド編② CM（2018年8月）docent CM（2019年8月） CM（2019年12月） CM（2020年3月） |
| 2015       | Volkswagen 《폭스바겐》                     | ゴルフ R 《골프 R》                                                       | 自動車                         | |
| 2015       | 東西食品 《동서식품》                       | MAXIM: Travel with Maxim 《맥심》                                         | コーヒー                       | CM（2015年5月） CM（2016年5月） |
| 2015       | 東西食品 《동서식품》                       | MAXIM WHITEGOLD コーヒーミックス 《맥심 화이트골드 커피믹스 (김연아 편)》 | コーヒー                       | 声の出演 ～2017 |
| 2015       | THE BODYSHOP 《더바디샵》                   | THE BODYSHOP 《더바디샵》                                                 | 化粧品                         | CM（2015年4月） CM①（2015年7月）w/ソン・ユジョン CM②（2015年7月）w/ソン・ユジョン CM（2015年10月） CM（2016年6月） CM（2016年8月） CM（2016年10月） CM（2018年11月） |
| 2015       | 新世界グループ 《신세계그룹》               | SSGドットコム 《SSG닷컴》                                                 | オンラインショッピングモール   | CM（2015年12月） CM（2016年8月） CM（2016年8月） CM（2016年8月） CM（2017年12月） CM（2018年9月） CM（2018年9月） CM（2019年8月） CM（2020年3月） CM（2020年3月） |
| 2016       | 起亜自動車 《기아자동차》                   | K7                                                                        | 自動車                         | ~ 2017 CM①CM②（2016年11月） CM（2017年1月）Soft Karisma |
| 2016       | SKブロードバンド（株） 《SK브로드밴드(주)》 | SKブロードバンドGiga 《SK브로드밴드 Giga》                                | インターネットサービス         | ~ 2018 |
| 2016       | SKブロードバンド（株） 《SK브로드밴드(주)》 | SKブロードバンドB tv UHD 《SK브로드밴드 B tv UHD》                        | インターネットサービス         | ~ 2018 CM（2016年6月）B tv① CM（2016年6月）B tv② CM（2016年9月）B tv UHDサウンド |
| 2016       | BCカード（株） 《BC카드(주)》               | BCカード 《BC카드》                                                       | 金融                           | ~ 2018 CM（2017年3月） CM（2017年3月） CM（2017年9月） CM（2018年5月） |
| 2016       | KOLONインダストリーズ 《코오롱인더스트리》  | エピグレム 《에피그램》                                                   | 衣類                           | ～2020 2016年FW CM① 2017年SS in 済州島 CM 2017年FW in 金沢 CM 2018年SS in 慶州 CM 2019年SS in 河東郡 CM 2019年FW in 高敞郡 CM①CM② 2020年SS in 青松郡 CM①CM②CM③ 2020年FW in 高城郡 CM①CM②CM③ |
| 2017       | LVMH                                        | Louis Vuitton Tambour Horizon 《루이비통 땅부르 호라이즌》                | スマートウォッチ               | 記事 ※アジア全域 |
| 2017       | COWAYグループ 《코웨이그룹》                | COWAY空気清浄機 《코웨이 공기청정기》                                     | 生活家電                       | CM（2017年7月） |
| 2017       | COWAYグループ 《코웨이그룹》                | COWAY浄水器 《코웨이 정수기》                                             | 生活家電                       | CM（2018年9月） |
| 2017       | ASUS（台湾） 華碩電脳                       | ZenFone4                                                                  | スマートフォン                 | ※アジア全域 CM①CM② |
| 2019       | ハイト眞露 《하이트진로》                   | TERRA 《테라》                                                            | 酒類                           | - CM（2019年3月）CM（2019年4月） - CM（2019年7月）CM（2019年10月） - CM（2020年9月） - CM（2021年1月）CM（2021年7月） - CM（2021年12月） |
| 2019       | Bon IF 《본아이에프》                       | BON粥 《본죽》                                                            | 粥／簡易レストラン             | CM（2019年4月） |

#### 2020年 -
| 放送開始年 | 企業名                             | 製品名                            | 種類                     | 備考                                            |
| ---------- | ---------------------------------- | --------------------------------- | ------------------------ | ----------------------------------------------- |
| 2020-      | LA MER KOREA 《라 메르 코리아》    | LA MER 《라 메르》                | 化粧品                   | CM（2020年4月） CM（2020年4月） CM（2020年6月） |
| 2020-      | RALPH LAUREN（米国） 《랄프 로렌》 | ラルフ・ローレン パープルレーベル | 衣料                     | GQ KOREA 2020年10月号 ESQUIRE KOREA 2021年4月号 |
| 2021-      | WINIX 《위닉스》                   | WINIX TUMBLE 《위닉스 텀블》      | 洗濯機                   | CM①（2021年4月） CM②（2021年4月）               |
| 2021-      | CHANEL（フランス） 《샤넬》        | CHANEL J12                        | 腕時計                   | ELLE KOREA5月号 marie claire10月号              |
| 2021-      | KB国民銀行 《KB국민은행》          | KBスターバンキング 《스타뱅킹》   | 総合金融プラットフォーム | CM①（2021年12月） CM②（2021年12月）             |

## ファンミーティング
| 年     | 日程     | 地域 | 会場                           | タイトル | 備考 | 動員数  |
| ------ | -------- | ---- | ------------------------------ | --- | --- | ------- |
| 2006年 | 8月4日   | 日本 | 東京一ツ橋 日本教育会館        | | | 900人   |
| 2007年 | 4月21日  | 日本 | 世田谷区民会館                 | 『REMEMBER YOO 2007』 「リメンバーユー2007 ジャパンファンツアー」                                                               | |         |
| 2007年 | 4月22日  | 日本 | NHK大阪ホール                  | 『REMEMBER YOO 2007』 「リメンバーユー2007 ジャパンファンツアー」                                                               | |         |
| 2008   | 1月6日   | 韓国 | ソウル・成均館大学新千年ホール | | 1/14入隊前 | 1,000人 |
| 2010   | 2月26日  | 日本 | 神戸国際会館こくさいホール     | 「コン・ユ ファンミーティング2010～With YOO～」                                                                                 | | 2,000人 |
| 2010   | 2月28日  | 日本 | パシフィコ横浜国立大ホール     | 「コン・ユ ファンミーティング2010～With YOO～」                                                                                 | | 5,000人 |
| 2010   | 12月3日  | 日本 | グランキューブ大阪             | 「コン・ユ ～Love Song for You～」                                                                                              | 「I’m in Love」（生ピアノ演奏） 「For This Time」 「オーソウル」 「두 번째 첫사랑（2回目の初恋）」 「終わりだね」 「Hey Joo」 「そばにいるから（日本語）」 | 5,000人 |
| 2010   | 12月5日  | 日本 | 横浜アリーナ                   | 「コン・ユ ～Love Song for You～」                                                                                              | 「I’m in Love」（生ピアノ演奏） 「For This Time」 「オーソウル」 「두 번째 첫사랑（2回目の初恋）」 「終わりだね」 「Hey Joo」 「そばにいるから（日本語）」 | 5,000人 |
| 2011   | 9月4日   | 韓国 | ソウル・麻浦アートセンター     | '공유 스토리(Gong yoo story)-공유, 유앤아이 우리들의 10년 이야기' 「Gong yoo story-コン・ユ、YOU & I 私たちの10年のストーリー」 | デビュー10周年 | 1,000人 |
| 2011   | 12月7日  | 日本 | 福岡サンパレスホテル＆ホール   | 「コン・ユ 10周年記念公演」 | 「そばにいるから」 「나의 하나（僕のひとつ）」 「天国で会えますか」（東日本大震災追悼） 他全9曲                                                            | 2,000人 |
| 2011   | 12月9日  | 日本 | アイリス大ホール               | 「コン・ユ 10周年記念公演」 | 「そばにいるから」 「나의 하나（僕のひとつ）」 「天国で会えますか」（東日本大震災追悼） 他全9曲                                                            | 1,500人 |
| 2011   | 12月13日 | 日本 | 日本武道館                     | 「コン・ユ 10周年記念公演」 | 「そばにいるから」 「나의 하나（僕のひとつ）」 「天国で会えますか」（東日本大震災追悼） 他全9曲                                                            | 7,000人 |
| 2013   | 10月24日 | 日本 | 東京国際フォーラム ホールA     | 「GONG YOO Premium Night 2013」                                                                                                 | 「君だから（너라서）」（ドラマ『ビッグ』OSTより） | 3,000人 |
| 2013   | 10月25日 | 日本 | 東京国際フォーラム ホールA     | 「GONG YOO Premium Night 2013」                                                                                                 | 「君だから（너라서）」（ドラマ『ビッグ』OSTより） | 3,000人 |
| 2017   | 4月29日  | 台湾 | 新荘体育館                     | ”Make A Wish" in Taipei | | 5,500人 |
| 2017   | 5月6日   | 香港 | ASIA WORLD EXPO HALL           | ”Make A Wish" in HongKong | | 4,500人 |